# Musztra bojowa
Musztra bojowa – forma ćwiczeń wojskowych stosowana na szczeblu pododdziału; jest formą stosowaną głównie w szkoleniu taktycznym.
Ma na celu przygotowanie żołnierzy (pododdziałów) do działania na polu walki. Zagadnienia określonych tematów (zajęć) należy przerabiać, począwszy od najłatwiejszych i przechodzić do najtrudniejszych, od prostych do złożonych, z uwzględnieniem (wyeksponowaniem) działania taktycznego na polu walki. Głównym celem zastosowania musztry bojowej jest nauczenie szkolonego właściwego wykonywania określonych czynności. Stosując musztrę bojową w taktyce, zaleca się zwalniać z wielokrotnego powtarzania tych żołnierzy, którzy wykonują czynności właściwie. Pozostali powinni ćwiczyć aż do osiągnięcia wymaganych rezultatów. Żołnierzom nierozumiejącym istoty popełnianych błędów należy najpierw wyjaśnić ich przyczyny i istotę, a następnie wyegzekwować właściwe wykonanie.
Szkolenie musztrą bojową może odbywać się bez sprzętu i na sprzęcie. Musztrę bojową bez sprzętu należy stosować we wszystkich zajęciach z taktyki realizowanych w terenie przed przystąpieniem do zajęć na sprzęcie. Powinna być stosowana zarówno w okresie szkolenia podstawowego, specjalistycznego jak również szkolenia załogi (drużyny), plutonu oraz kompanii - batalionu. Pozwala z powodzeniem oszczędzać koszty szkolenia oraz przygotować szkolonych psychicznie i fizycznie do „wejścia” na wozy bojowe. Uczenie taktyki na sprzęcie bez uprzedniego opanowania jej elementarnych podstaw pieszo (bez sprzętu) należy traktować jako błąd.

## Istota musztry bojowej
w szkoleniu taktycznym. Istota tej formy sprowadza się do następujących cech:
- każde zagadnienie szkoleniowe traktowane jest jako samoistne, oderwane od pozostałych zagadnień realizowanych podczas danego zajęcia;
- każde zagadnienie (a nawet czynność) ćwiczy się z żołnierzami kilkakrotnie, aż do całkowitego ich opanowania;
- po stwierdzeniu nieprawidłowego wykonywania czynności działanie przerywa się (stosując komendę „WRÓĆ”), nakazuje się powrócić do sytuacji wyjściowej, wskazuje błędy, pokazuje(omawia) sposób prawidłowego działania, po czym ponawia się ćwiczenie.